# Saprosites staudingeri
Saprosites staudingeri är en skalbaggsart som beskrevs av Rudolph Petrovitz 1969. Saprosites staudingeri ingår i släktet Saprosites och familjen Aphodiidae. Inga underarter finns listade i Catalogue of Life.